# Caricom Regional Organisation for Standards and Quality
De Caricom Regional Organisation for Standards and Quality (Caricom Regionale Organisatie voor Standaarden en Kwaliteit; CROSQ) is een instelling van de Caricom. De hoofdvestiging bevindt zich in Bridgetown in Saint Michael op Barbados.
De CROSQ werd in 2002 opgericht om standaarden voor de aangesloten landen op te stellen. Het hoofddoel is de verbetering van de sociale en economische ontwikkeling van de regio door middel van vergroting van de efficiëntie en productie van goederen en diensten en het kunnen controleren van de kwaliteit.

## Aangesloten nationale instellingen
- Antigua en Barbuda: Antigua and Barbuda Bureau of Standards
- Bahama's: Ministry of Lands and Local Government
- Barbados: Barbados National Standards Institution
- Belize: Belize Bureau of Standards
- Dominica: Dominica Bureau of Standards
- Grenada: Grenada Bureau of Standards
- Guyana: Guyana National Bureau of Standards
- Jamaica: Bureau of Standards Jamaica
- Montserrat: Development Unit van het Ministerie van Economische Ontwikkeling en Handel
- Saint Kitts en Nevis: St. Kitts and Nevis Bureau of Standards
- Saint Lucia: St. Lucia Bureau of Standards
- Saint Vincent en de Grenadines: St. Vincent and the Grenadines Bureau of Standards
- Suriname: Surinaams Standaarden Bureau
- Trinidad en Tobago: Trinidad and Tobago Bureau of Standards